# Джай Сінґх
Джай Сінґх (англ. मेवाड़ के जय सिंह; 5 грудня 1653 —23 вересня 1698) — магарана князівства Мевар у 1680–1698 роках.

## Життєпис
Походив з династії Сесодія. Син Радж Сінґха. Після раптової смерті батька 1680 року посів трон. Продовжив боротьбу проти Імперії Великих Моголів. Невдовзі він відправив військо під орудою Даялдаса до Малавської суби. Той зайняв Дхар і Манду, пограбувавши ці міста. 1681 року провів низку битв проти могольської армії. Зрештою за умовами перемовин з шахзаде Мухаммад Азамом в обмін на збереження родинних володінь та отримання володінь в прикордонні з Малавською субою визнав зверхність падишаха Аурангзебу та погодився сплачувати джизію.
Водночас Джай Сінґх одружився з Даяваті Баї з династії Качваха (магарадж Амберу). 1685 року спорудив озеро Дебар, також відоме як Джайсманд. 1689 року з огляду на те, що могольське військо зав'язло у бойових діях на підні Індостану, вирішив звільнитися від влади Великих Моголів. Спочатку відмовився сплачувати джизію. У відповідь падишах вдерся до Меварського князівства.
Джай Сінгх застосував тактику, згідно з якою він зі своїми підданими (включаючи жителів села) сховався в різних лігвах. Усі запаси їжі та воду з колодязя та забрати їх із собою. Коли Аурангзеб напав на села, він не знайшов нічого, що можна пограбувати, а пізніше вдалося завдати поразки могольським військам, залишеними Аурангзебом. Зрештою було відновлено статус-кво відповідно до Ажмерського договору 1615 року.
Решту панування Джай Сінґх займався відновленням міста та господарства. Помер 1698 року. Йому спадкував син Амар Сінґх II.